# 莫瑞州立大學
莫瑞州立大学（Murray State University）是一所主校区位于美国肯塔基州莫瑞的州立大學，在州内其他城市还有分校。该大学创始于1922年，当时为师范学校，1923年9月正式开学，1966年升格为大學。2018年《美國新聞與世界報道》将其排在“南部地区大學”中第102位。

## 外部连接
- Murray State Athletics website （页面存档备份，存于）